# 內貝倫巴特科格爾山

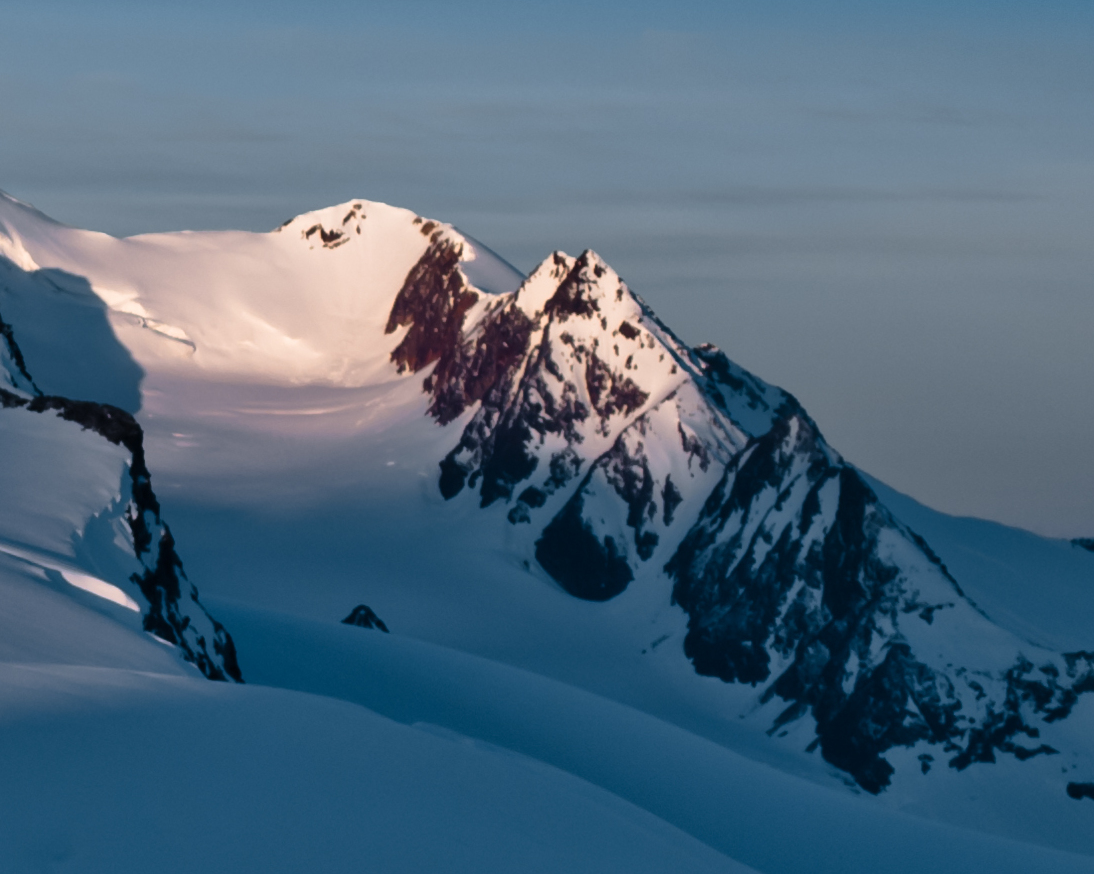

46°48′0″N 10°43′12″E / 46.80000°N 10.72000°E
內貝倫巴特科格爾山（德語：Innerer Bärenbartkogel），是奧地利的山峰，位於該國西部，由蒂羅爾州負責管轄，屬於奧茨塔爾阿爾卑斯山脈的一部分，處於魏斯山以西，海拔高度3,553米。